# Brdari
Brdari falu Bosznia-Hercegovinában, a Bosznia-hercegovinai Föderáció Una-Szanai kantonjában, Sanski Most községben. 

## Fekvése
Bosznia-Hercegovina északnyugati részén, Bihácstól légvonalban 58, közúton 80 km-re keletre, Sanski Mosttól légvonalban 6, közúton 7 km-re északnyugatra fekvő dombos, erdős területen, a Sansko polje (Szanai-síkság) északi végében, a Dugovača-patak mentén fekszik. 

## Népessége
| Nemzetiségi csoport | Népesség 1991 | Népesség 2013 |
| ------------------- | ------------- | ------------- |
| Szerb               | 223           | 51            |
| Bosnyák             | 291           | 385           |
| Horvát              | 12            | 6             |
| Jugoszláv           | 5             | 0             |
| Egyéb               | 8             | 1             |
| Összesen            | 539           | 443           |

## Története
Ivan Frano Jukić 1842-es útleírása szerint a mai Brdari helyén régen csak mocsarak és tavak voltak. B. Kuripešić már 1530-ban leírta, hogy Vakufból (Sanski Most) karavánút vezetett dél felé a Dabar folyón át, majd a Szanica és a Szana folyókon át Ključ felé, egy másik pedig Stari Maidan felé, onnan Ljubijba és tovább északra. Erről az útról, Brdari közelében ágazott le az északi út Oštra Luka, Zecovi és a mai Prijedor felé, a másik út pedig keletre, a hídon és a Szana folyón, valamint Trna (Trnova) falun át Sasina felé és tovább Banja Luka felé.
A Cerić-torony a török korban a Cerić bégek birtokán egy dombon épült, amely Sanski Mostból Stari Majdanba vezető úttól balra emelkedett. A torony faragott kövekkel volt falazva. Dionisij Marinković emlékiratai szerint Majdan kapitányai, a Cerić bégek hűségesek voltak a szultánhoz, ezért a krajišnicai muszlimok gyűlölték és árulónak nevezték őket. 1831-ben megtámadták az akkori Cerić béget, elfoglalták és felégették a tornyot. A bégnek alig sikerült elmenekülnie, de később a nagyvezír segítségével ismét visszatért. Miután a vezír seregével visszatértek, a Cerić kapitányok sokkal gazdagabbak és erősebbek lettek, mint korábban, ezért a brdari tornyot is újjáépítették. A boszniai-hercegovinai felkelésben (1875-1878) azonban a torony ismét megsérült, falai 1932-ig álltak fenn, ekkor lebontották.
1879-ben Brdarinak 224 lakosa volt, közülük 140 ortodox szerb és 84 muszlim. 1895-ben Brdari Donji és Brdari Gornji Stari Majdan községhez tartozott. 1910-ben 316 lakosa volt.